# Charles Dariot
Charles Dariot est un homme politique français né le 6 février 1797 à Buxy (Saône-et-Loire) et décédé le 17 octobre 1877 à Buxy.

## Biographie
Juge de paix du canton de Buxy de 1831 à 1864, il est conseiller général en 1833 et président du conseil général en 1844. Il est député de Saône-et-Loire de 1848 à 1849, siégeant avec les partisans du général Cavaignac. Il est maire de Buxy de 1864 à 1866.

## Sources
- Ressources relatives à la vie publique :   - base Léonore
  - Base Sycomore
- Notices d'autorité :   - VIAF
  - BnF (données)
- « Charles Dariot », dans Adolphe Robert et Gaston Cougny, Dictionnaire des parlementaires français, Edgar Bourloton, 1889-1891 [détail de l’édition]